# Daniel Sheffey
Daniel Sheffey (* 1770 in Frederick, Province of Maryland; † 3. Dezember 1830 in Staunton, Virginia) war ein US-amerikanischer Politiker. Zwischen 1809 und 1817 vertrat er den Bundesstaat Virginia im US-Repräsentantenhaus.

## Werdegang
Daniel Sheffey absolvierte bei seinem Vater eine Lehre als Schuhmacher. Im Jahr 1791 zog er nach Wytheville in Virginia, wo er in seinem erlernten Beruf arbeitete. Nach einem Jurastudium und seiner 1802 erfolgten Zulassung begann er als Rechtsanwalt zu praktizieren. Später zog er nach Staunton, wo er ebenfalls als Jurist tätig war. Gleichzeitig schlug er als Mitglied der Föderalistischen Partei eine politische Laufbahn ein. Zwischen 1800 und 1804 saß er im Abgeordnetenhaus von Virginia; von 1804 bis 1808 gehörte er dem Staatssenat an.
Bei den Kongresswahlen des Jahres 1808 wurde Sheffey im sechsten Wahlbezirk von Virginia in das US-Repräsentantenhaus in Washington, D.C. gewählt, wo er am 4. März 1809 die Nachfolge von Abram Trigg antrat. Nach drei Wiederwahlen konnte er bis zum 3. März 1817 vier Legislaturperioden im Kongress absolvieren. In diese Zeit fiel der Britisch-Amerikanische Krieg von 1812, in dessen Verlauf die Regierungsgebäude in Washington von den Briten zerstört wurden.
In den Jahren 1822 und 1823 war Sheffey noch einmal Mitglied des Abgeordnetenhauses von Virginia. Er starb am 3. Dezember 1830 in Staunton.